# Kućan Marof
Kućan Marof falu Horvátországban, Varasd megyében. Közigazgatásilag Varasdhoz tartozik.

## Fekvése
Varasd központjától 3 km-re délkeletre fekszik. Teljesen összeépült Varasd külső kerületeivel,  valamint a szomszédos Donji és Gornji Kućannal.

## Története
Kućan első említése 1238-ban IV. Béla király oklevelében történt, melyben az itteni Szent János templomot a keresztesek egykori birtokát a hozzá tartozó területekkel együtt a ferences atyáknak adja. Ez a templom a mai Kućan Marof területén állt. A ferencesek 1624-ig maradtak a falu  birtokosai, amikor a birtokot 10.500 forintért Trautmannsdorf generálisnak adták el. A generális azonban meghalt mielőtt a teljes összeget kifizethette volna és a birtok a végrendelet szerint a grazi jezsuitáké lett. A ferencesek azonban mindenképpen vissza szerették volna szerezni az ősi birtokukat, végül a két rend megegyezett egymással és 1773-ig a ferencesek maradtak a birtokosok. Ekkor azonban császári rendeletre feloszlatták a rendet és minden birtokuk a kincstáré lett. 1776-ban az ivanicsi birtokért cserébe a zágrábi püspökség szerezte meg és az első világháborúig a püspökség birtoka maradt. Az 1920-as években a földreform keretében felosztásra került. Az 1668-as egyházi vizitáció szerint  Kućan Marofnak 27 háztartása volt. 1857-ben 74, 1910-ben 181 lakosa volt.
1971-ig Kućan-Marof volt a hivatalos neve. 1974-ig a falu a biškupeci plébánia filiája volt. Ekkor hozrák létre az önálló kućan marofi plébániát, melyet az akkori zágrábi segédpüspök Franjo Kuharić rendeletben hirdetett ki. 1978-ban megkezdődtek a templom és a plébánia építési munkálatai. Az első misét 1979. november 11-én celebrálták az új plébániatemplomban. A települést 1991-ben közigazgatásilag Varasdhoz csatolták. 2001-ben 1329  lakosa volt.

## Nevezetességei
Krisztus Feltámadása tiszteletére szentelt modern plébániatemplomát 1979-ben építették. Oltárképét és a keresztutat Goran Petrač ludbregi festőművész, két faliképét Snježana Inkret festőművésznő készítette. A templom előtt a Feltámadt Üdvözítő szobra áll, melyet Ivan Vitez helyi szobrász faragott. A templom alagsorában a közösségi terem mellett háromezer kötetes könyvtárat létesítettek.